# Liste der Baudenkmäler in Reichertshausen

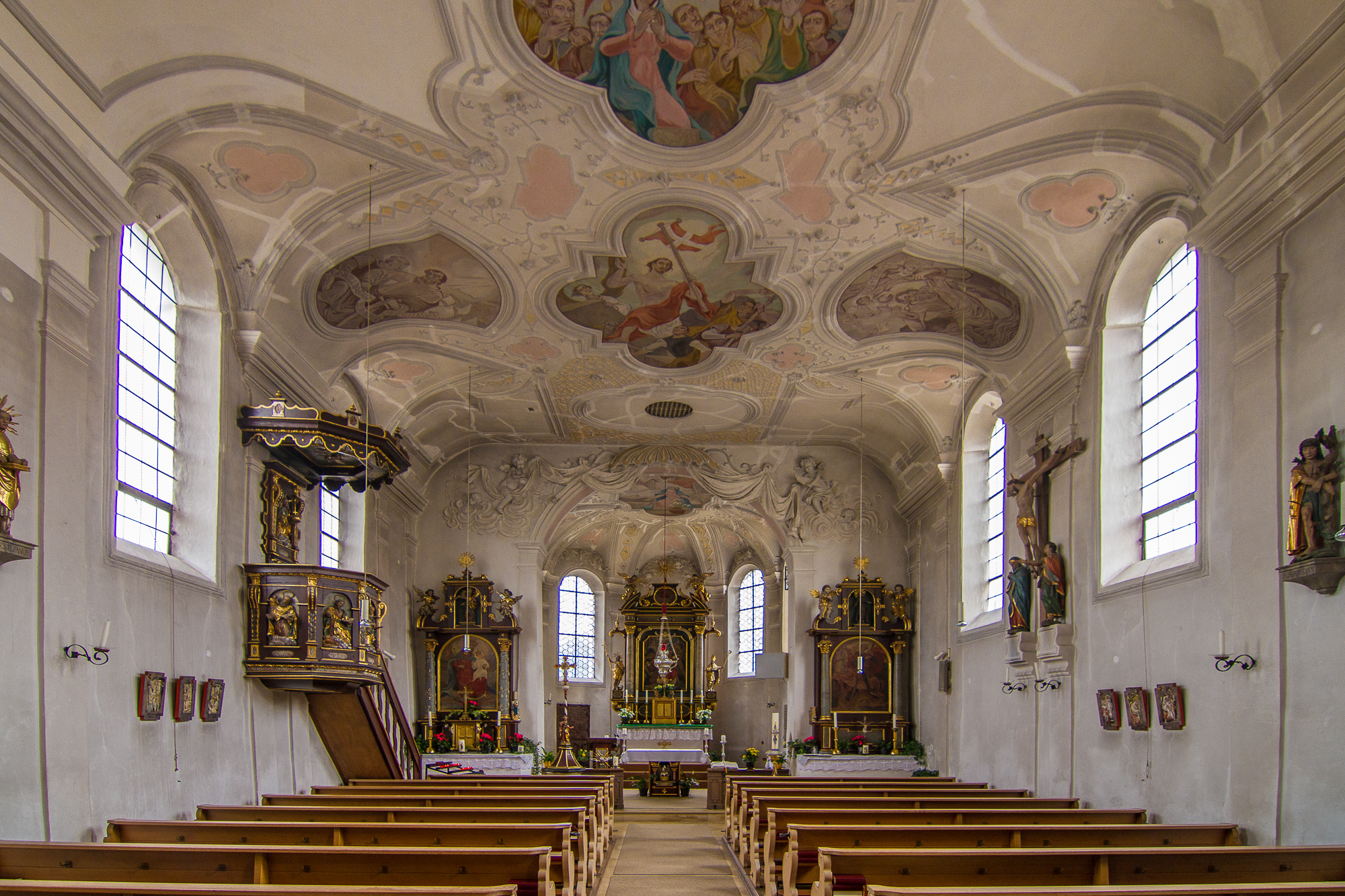
Reichertshausen, Innenansicht von St. Stephan

Auf dieser Seite sind die Baudenkmäler in der oberbayerischen Gemeinde Reichertshausen zusammengestellt. Diese Tabelle ist eine Teilliste der Liste der Baudenkmäler in Bayern. Grundlage ist die Bayerische Denkmalliste, die auf Basis des Bayerischen Denkmalschutzgesetzes vom 1. Oktober 1973 erstmals erstellt wurde und seither durch das Bayerische Landesamt für Denkmalpflege geführt wird. Die folgenden Angaben ersetzen nicht die rechtsverbindliche Auskunft der Denkmalschutzbehörde.

## Baudenkmäler nach Ortsteilen

### Reichertshausen
| Lage                      | Objekt                                | Beschreibung | Akten-Nr.    | Bild           |
| ------------------------- | ------------------------------------- | --- | ------------ | -------------- |
| Kirchenweg 2 (Standort)   | Katholische Pfarrkirche St. Stephanus | verputzte Saalkirche mit leicht eingezogenem, polygonalem Chorschluss und südlichem Chorflankenturm mit hohem Oktogon und Spitzhelm, Langhaus mit reich stuckierter, korbbogiger Stichkappentonne, Turmunterbau wohl 15. Jahrhundert, Neubau von Chor und Langhaus 2. Hälfte 17. Jahrhundert, Turmhelm 19. Jahrhundert; mit Ausstattung | D-1-86-146-1 | weitere Bilder |
| Schloßstraße 7 (Standort) | Wasserschloss                         | dreiflügeliger, dreigeschossiger Satteldachbau mit Treppengiebeln, Quaderputz und hohem Torturm an der Nordwestseite, Osttrakt mit horizontal abschließender Zinnenreihe und Schießscharten, im Kern wohl 12./13. Jahrhundert, spätgotischer Ausbau 13./14. Jahrhundert, Zerstörung im Dreißigjährigen Krieg und anschließender Wiederaufbau, 2. Hälfte 17. Jahrhundert; mit Ausstattung; Schlosspark im englischen Stil, malerische Landschaftsgestaltung mit umgebenden Teichanlagen und Bäumen, 2. Hälfte 19. Jahrhundert | D-1-86-146-2 | weitere Bilder |

### Weitere Ortsteile
| Lage                                                | Objekt                                           | Beschreibung | Akten-Nr.     | Bild           |
| --------------------------------------------------- | ------------------------------------------------ | --- | ------------- | -------------- |
| Gründholm Nähe Bärnhausener Straße (Standort)       | Ortskapelle                                      | verputzter Satteldachbau mit Dreiseitschluss und kleinem Giebeldachreiter mit Zwiebelhaube, barockisierend, 1948; mit historischer Ausstattung | D-1-86-146-5  | weitere Bilder |
| Gurnöbach In Gurnöbach (Standort)                   | Katholische Kapelle St. Maria                    | verputzter Satteldachbau mit gemauertem Glockenstuhl und Putzgliederung, 18. Jahrhundert | D-1-86-146-6  | weitere Bilder |
| Gurnöbach Triefinger Straße 5 (Standort)            | Bauernhaus                                       | erdgeschossiger Greddachbau, 1. Hälfte 19. Jahrhundert | D-1-86-146-8  | BW             |
| Gurnöbach Triefinger Straße 7 (Standort)            | Ehemaliges Gasthaus                              | zweigeschossiger, giebelständiger Satteldachbau mit Rauputzgliederung, 1. Hälfte 19. Jahrhundert; Nebengebäude, zweigeschossiger, giebelständiger Satteldachbau, wohl gleichzeitig | D-1-86-146-7  | BW             |
| Haunstetten Am Kirchberg 11a (Standort)             | Katholische Filialkirche St. Johannes der Täufer | verputzter Steilsatteldachbau mit Chorturm mit klein getreppten Giebeln, flachgedecktes Langhaus und eingezogener Chor mit Sterngewölbe, 14./15. Jahrhundert, Chorgewölbe spätes 15. Jahrhundert, 1884 überarbeitet; mit Ausstattung                                                       | D-1-86-146-9  | weitere Bilder |
| Ilmberg In Ilmberg (Standort)                       | Katholische Filialkirche St. Martin              | verputzte Saalkirche mit dreiseitigem Chorschluss und darauf aufsitzendem Satteldachtürmchen, Langhaus und Chor flachgedeckt, spätromanisch, im Kern 14. Jahrhundert, Umgestaltung 17. Jahrhundert; mit Ausstattung; auf dem Friedhof vier Grabkreuze, schmiedeeisern, 18./19. Jahrhundert | D-1-86-146-11 | weitere Bilder |
| Langwaid Eichenweg 1 (Standort)                     | Kapelle beim Gasthaus                            | verputzter Satteldachbau mit kleiner Chorapsis und offenem, polygonalem Giebelreiter mit Spitzhelm, innen mit Lourdesgrotte, wohl 1. Hälfte 19. Jahrhundert; mit Ausstattung | D-1-86-146-12 | BW             |
| Paindorf Nähe Kirchgasse (Standort)                 | Katholische Filialkirche St. Nikolaus            | verputzte Saalkirche mit Walmdach, eingezogenem Rechteckchor und östlich angebautem Turm mit Spitzhelm über Dreiecksgiebeln, Langhaus und Chor mit Flachdecken über Hohlkehlen, im Kern spätromanisch, 14. Jahrhundert, 1777 und 1878 umgebaut; mit Ausstattung                            | D-1-86-146-13 | weitere Bilder |
| Pischelsdorf Pfarrer-Kißlinger-Straße 9 (Standort)  | Ehemaliger Bauernhof                             | kleine Einfirstanlage, erdgeschossiger, traufseitiger Satteldachbau mit durchfenstertem Kniestock und Putzgliederung, bezeichnet 1913 | D-1-86-146-17 | BW             |
| Pischelsdorf Pfarrer-Kißlinger-Straße 14 (Standort) | Wohnhaus, sog. Jägervilla                        | als Sommerhaus erbauter, eingeschossiger giebelständiger Satteldachbau über Sockelgeschoss, mit hohem Kniestock, Giebellaube mit reichem Dekor und Zierhölzern, in Formen des Heimatstils, um 1903                                                                                         | D-1-86-146-18 | BW             |
| Pischelsdorf St.-Michael-Weg 10 (Standort)          | Katholische Filialkirche St. Michael             | verputzte Saalkirche mit Lisenengliederung, eingezogenem Polygonalchor und nördlichem Chorflankenturm mit oktogonalem Aufsatz und verschindelter Zwiebelhaube, Langhaus und Chor mit Stichkappentonnen, barock, 1717, noch im 18. Jahrhundert umgestaltet; mit Ausstattung                 | D-1-86-146-14 | weitere Bilder |
| Steinkirchen Hauptstraße 19 (Standort)              | Katholische Pfarrkirche St. Anna                 | verputzte Saalkirche mit Lisenengliederung, eingezogenem Polygonalchor und westlichem, sich nach oben verjüngendem Fassadenturm mit Spitzhelm, Langhaus mit offenem Dachstuhl und Chor mit Kreuzgratgewölbe, romanisierend-gotisierend, 1856/57; mit Ausstattung                           | D-1-86-146-15 | weitere Bilder |
| Steinkirchen Hauptstraße 26 (Standort)              | Pfarrhaus                                        | zweigeschossiger, traufseitiger Steilsatteldachbau, 1. Hälfte 19. Jahrhundert | D-1-86-146-16 | weitere Bilder |

## Ehemalige Baudenkmäler
In diesem Abschnitt sind Objekte aufgeführt, die früher einmal in der Denkmalliste eingetragen waren, jetzt aber nicht mehr. Objekte, die in anderem Zusammenhang also z. B. als Teil eines Baudenkmals weiter eingetragen sind, sollen hier nicht aufgeführt werden. Aktennummern in diesem Abschnitt sind ehemalige, jetzt nicht mehr gültige Aktennummern.

| Lage                            | Objekt     | Beschreibung              | Akten-Nr.    | Bild |
| ------------------------------- | ---------- | ------------------------- | ------------ | ---- |
| Reichertshausen Kirchenweg 9 () | Bauernhaus | 1. Hälfte 19. Jahrhundert | D-1-86-146-4 |      |